# Tele Malta
Tele Malta è stata una emittente televisiva privata in lingua italiana della Repubblica di Malta, in concorrenza con i canali televisivi pubblici della Rai, essendo una delle televisioni estere in lingua italiana ricevibili nella penisola italiana.

## Storia
Nel 1974 una sentenza della Corte costituzionale italiana sancì la legittimità degli impianti di ripetizione dei segnali televisivi esteri sul suolo nazionale.
Nel 1975 Radio Malta istituì un terzo canale radiofonico in lingua italiana, Radio Malta Tre. Nel 1976 Bruno Tassan Din, direttore finanziario del Gruppo Rizzoli, si accordò in via Solferino a Milano con il premier maltese Dom Mintoff per fondare sull'isola una televisione privata in lingua italiana volta a diffondere il proprio segnale nell'Italia meridionale (e in seguito in tutta la penisola) utilizzando una serie di ripetitori sulla dorsale appenninica. Il governo maltese chiese in cambio due anni di garanzia e investimenti nelle strutture radiotelevisive maltesi. Il pacchetto azionario e gli introiti pubblicitari sarebbero stati divisi in parti uguali tra Rizzoli e lo Stato maltese. La base per Tele Malta fu l'emittente Radio-Televisione Indipendente, che trasmetteva già allora tre ore quotidiane in lingua italiana verso la Sicilia. I notiziari, dalle 17,30 in poi, erano curati da Giorgio Rossi del Corriere della Sera e da due redattori maltesi; annunciatrice era la maltese Anna Bonanno (già dell'emittente radiofonica statale maltese in lingua italiana Radio Malta Tre).

In Italia Rizzoli fu accusato di concorrenza sleale e fu negata l'autorizzazione a trasmettere con conseguente perdita del capitale investito dall'editore.

Alla bancarotta di Rizzoli, Tele Malta fu acquisita dalla Fininvest.